# John McCloy (Soldat)
John McCloy (geboren am 30. Januar 1876 in Brewster, USA; gestorben am 24. Mai 1945 in Leonia, USA) war ein Veteran der United States Navy. Während seiner Dienstzeit wurde er zweimal mit der Medal of Honor ausgezeichnet.

## Leben
Der am 30. Januar 1876 in Brewster, New York geborene John McCloy trat im März 1898 der United States Navy bei. Im Jahr 1900 diente er auf der USS Newark. Das Schiff war Teil der westlichen Expeditionsstreitkräfte, welche an den Kämpfen des Boxeraufstandes teilnahmen. Für seinen Kampfeinsatz und den gezeigten Mut während der Kämpfe um Peking am 13., sowie dem 20. bis 22. Juni 1900 erhielt er seine erste Medal of Honor.
Während der Besetzung von Veracruz 1914 gehörte McCloy erneut zur Landungstruppe der US-amerikanischen Soldaten. Da er, obwohl verwundet, auf seinem Posten blieb und hierdurch das Leben anderer Soldaten retten konnte, erhielt er erneut die Medal of Honor. Damit gehört er zu den 19 Personen, denen diese Ehre zweimal zuteilwurde.
Nach dem Ersten Weltkrieg erhielt McCloy das Kommando über den Minensucher USS Curlew, welcher den Auftrag hatte, Minenfelder in der Nordsee zu räumen. Hierfür wurde er mit dem Navy Cross ausgezeichnet.
Im Range eines Lieutnants verließ er 1928 den aktiven Dienst, verblieb jedoch als Reserveoffizier Teil der Streitkräfte und wurde 1942 zum 
Lieutenant Commander befördert.
John McCloy starb am 24. Mai 1945 in Leonia, New Jersey. Er wurde auf dem Arlington National Cemetery beigesetzt.

## Ehrungen
- Medal of Honor (1900)
- Medal of Honor (1914)
- Navy Cross (1920)
- Die McCloy, ein Schiff der Bronstein-Klasse, wurde nach ihm benannt.